# Kazemachi Jet/Spica
Kazemachi Jet/Spica (風待ちジェット／スピカ?, Jet Waiting for a Good Wind / Spica) è un singolo della cantante giapponese Maaya Sakamoto, pubblicato il 14 luglio 2006. Il testi dei due brani presenti nel singolo sono stati scritti da Shōko Suzuki e dalla stessa Sakamoto, mentre La musica è stata arrangiata e composta da h-wonder e Takahiro Iida.
Kazemachi Jet è stato utilizzato come seconda sigla di chiusura dell'anime Tsubasa Chronicle, in sostituzione del precedente Loop. Spica è invece una insert song presente nell'anime. Maaya Sakamoto ha dichiarato che i due brani rappresentano i due protagonisti dell'anime: Kazemachi Jet è infatti il brano che rappresenta Shaoran, mentre Spica rappresenta Sakura.

## Tracce
CD singolo
1. Kazemachi Jet (風待ちジェット?) - 3:51
2. Spica (スピカ?) - 4:14
3. Kazemachi Jet (w/o Maaya) (Instrumental) - 3:51
4. Spica (w/o Maaya) (Instrumental) - 4:14

Durata totale: 16:09

## Classifiche
| Classifica (2002)                        | Posizione più alta |
| ---------------------------------------- | ------------------ |
| Giappone (Classifica settimanale Oricon) | 14                 |